# Сербиненко, Вячеслав Владимирович
Вячесла́в Влади́мирович Сербине́нко (род. 4 июня 1951 года, Ставрополь, СССР) — советский и российский философ, специалист в области истории русской философии XIX—XX вв. Доктор философских наук, профессор.

## Биография
В 1974 году окончил философский факультет МГУ имени М. В. Ломоносова., в 1979 году — аспирантуру там же. Защитил кандидатскую диссертацию «Критика религиозно-философских концепций исторического процесса: на материалах русской религиозной философии».
В 1980—1989 годах — доцент кафедры философии Московского инженерно-строительного института.
В 1990—1992 годах работал научным сотрудником в Институте философии АН СССР (РАН).
С 1992 года преподаёт на философском факультете Российского государственного гуманитарного университета. С 1996 года по настоящее время — профессор кафедры истории отечественной философии.
В 1995 году защитил диссертацию на соискание учёной степени доктора философских наук по теме «Метафизика культурно-исторического бытия в русской философии XIX века». В 1998 году присвоено учёное звание профессора.
Руководитель Общества историков русской философии им. В. В. Зеньковского.
Автор более 150 научных работ, в том числе статей в словарях: «Русские писатели. 1800—1917» (1989), «Китайская философия» (1994), «Русская философия» (М., 1995), «Сто русских философов» (1995).

## Научная деятельность
В. В. Сербиненко занимается изучением истории русской метафизики XIX—XX вв., вопросами российской историософии и философии культуры, образом истории и культуры в русской философии XIX—XX вв., восточной темой в отечественной мысли и традициями русской литературной утопии и антиутопии.

## Научные труды

### Монографии и учебные пособия
- Сербиненко В. В. Вл. Соловьев: Запад, Восток и Россия. Учебное пособие для высших учебных заведений. — М., 1994. — 208 С.
- Сербиненко В. В. История русской философии XI – XIX вв.: Курс лекций. — 2-е изд., испр. и доп. — М., 1996. — 144 С.
- Сербиненко В. В. Русская религиозная метафизика (XX век): Курс лекций. — М., 1996. — 112 с.
- Сербиненко В. В. Вл. С. Соловьев. — М., 2000. — 240 с.
- Сербиненко В. В. Русская философия. Курс лекций. — М., 2005. — 464 с. (2-е изд.-2006).

### Статьи
на русском языке
- Сербиненко В. В. В.С.Соловьев о Китае // Общество и государство в Китае. — М., 1982;
- Сербиненко В. В. Место Китая в концепции культурно-исторических типов Н. Данилевского // Общество и государство в Китае. — М., 1983;
- Сербиненко В. В. К характеристике образа дальневосточной культуры в русской общественной мысли XIX в. // Общественная мысль: исследования и публикации. — Вып.1. М., 1989;
- Сербиненко В. В. Спор об антихристе: Вл. Соловъев и Г. Федотов // Общественная мысль: исследования и публикации. Вып.2. М., 1990;
- Сербиненко В. В. Оправдание культуры. Творческий выбор Г. Федотова // Вопросы философии. — 1991. — № 8;
- Сербиненко В. В. Философская проза В. Ф. Одоевского // Общественная мысль: исследования и публикации. Вып. 3. — М., 1993;
- Сербиненко В. В. Образ истории в русской философии // Философские науки. — 1994. — № 1—3. — № 4—6;
- Сербиненко В. В. Историко-философская преемственность: П. Юркевич и Вл. Соловъев // Творчество П. Юркевича в отечественном и мировом контексте. — Киев, 1995;
- Сербиненко В. В. Об утопических мотивах в творчестве Гоголя // Социологический журнал. — 1996. — № 3—4;
- Сербиненко В. В. Идентичность в философии и вопрос об идентичности русской философии // Диалог цивилизаций: Восток—Запад. М., 1997;
- Сербиненко В. В. Проблема "конца истории" // Философия и современные проблемы гуманитарного знания. — М., 1998.
- Сербиненко В. В. Н.Бердяев и софиология // Историко-философский ежегодник. М., 2003;
- Сербиненко В. В. Философская эсхатология Вл. Соловьева // Минувшее и непреходящее в жизни и творчестве В.С.Соловьева. — СПб., 2003;
- Сербиненко В. В. О глобалистских и антиглобалистских интенциях в истории русской мысли // Глобализация и мультикультурализм. — М.: РУДН, 2004;
- Сербиненко В. В. О восточной теме в русской философии // Историко-философский ежегодник. — М., 2004;
- Сербиненко В. В. Философская психология В. В. Зеньковского: спор с З. Фрейдом // Философские науки. — № 7. — 2005;
- Сербиненко В. В. История развития русской философской мысли // История мировой философии. — М., 2006.
- Сербиненко В. В. Вл. Соловьев: оправдание философии // Соловьёвские исследования, 2008.
- Сербиненко В. В. Социокультурное время в опыте русской метафизики // Метафизика социокультурного бытия в опыте русской философии: монография / Баранов С. Т. [и др.]. — Ставрополь, 2010. — С. 52—111.
- Сербиненко В. В. Русская идея и перспективы демократии // Метафизика социокультурного бытия в опыте русской философии: монография / Баранов С. Т. [и др.]. — Ставрополь, 2010. — С. 294 — 316.

на других языках
- Serbinenko V. V. Slavophilism // A History of Russian Philosophy. — N. Y., 1993;
- Serbinenko V. V. Russian Idea and Prospects for Democracy // Economic and Political Weekly. — Bombay. — Vol.28. — 1993;
- Serbinenko V. V. Hegel und die russische religiose Metaphysik // Die Folgen des Hegelianismus. — Hannover, 1998
- Serbinenko V. V. The Russian Idea: Metaphysics, Ideology and History // Social Identities in Revolutionary Russia / Ed. By Madhavan K. Palat. — Palgrave Publishers, 2001. — P. 1-17.
- Serbinenko V. V. Russian Philosophy in 20th Century // Russian Civilization. New Delhi. 2007;

### Большая Российская энциклопедия
- Введенский, Александр Иванович : [арх. 2 сентября 2022] / Сербиненко В. В. // Большой Кавказ — Великий канал. — М. : Большая российская энциклопедия, 2006. — (Большая российская энциклопедия : [в 35 т.] / гл. ред. Ю. С. Осипов ; 2004—2017, т. 4). — ISBN 5-85270-333-8.

## Научная редакция
- Зеньковский В. В. История русской философии / Вступ. ст., подгот. и примеч. В. В. Сербиненко. — М., 2001. — 880 с.